# Magne Bleness
Magne Bleness, född den 30 april 1933 i Fana i Bergen, död den 1 december 1992 i Oslo, var en norsk skådespelare och regissör.

## Karriär
Bleness debuterade 1953 på Sommerteatret i Oslo som Lysander i En midsommarnattsdröm. Han var därefter anställd vid Nationaltheatret, 1956–1961 som skådespelare och 1969–1976 som regissör. Han var mellan 1961 och 1969 vid Fjernsynsteatret som skådespelare, och 1976–1980 som regissör. Mellan 1980 och 1990 var han Fjernsynsteatrets chef.
Centrala roller i Bleness skådespeleri är Happy i Arthur Millers En handelsresandes död och Orfeus i Jean Anouilhs Eurydike. Som regissör var han en realistisk människoskildrare som i tv och på Nationaltheatret satte upp starka föreställningar, bland andra Henrik Ibsens Lille Eyolf, Samhällets stöttor och Kongsemnerne, Edward Albees Vem är rädd för Virginia Woolf? och flera Holberg-komedier. Hans uppsättning av Semmelweis på Nationaltheatret 1969 var den första presentationen av Jens Bjørneboe på en norsk scen.

## Familj
Bleness var gift två gånger, första gången 1957–1961 med socionomen Berit Gøril Havrevold, dotter till skådespelarna Olafr och Gøril Havrevold, andra gången 1961 med programredaktören Mette Janson.

## Filmografi (urval)
- 1955 – Bedre enn sitt rykte